# Stad (kommune)
 For alternative betydninger, se Stad (flertydig). (Se også artikler, som begynder med Stad)
Stad er en kommune i Vestland fylke i Norge, som blev etableret 1. januar 2020 ved sammenlægning af kommunerne Selje og Eid. Grundkredsene Totland, Bryggja og Maurstad fra Vågsøy kommune blev også lagt til Stad. Stad grænser til Sande, Vanylven og Volda i nord, til Stryn i øst, til Kinn i vest, og til Bremanger og Gloppen i sør. Højeste punkt i kommunen er Glitregga der er 1.297 moh.
Navnet kommer af halvøen Stad.